# Schäferstündchen

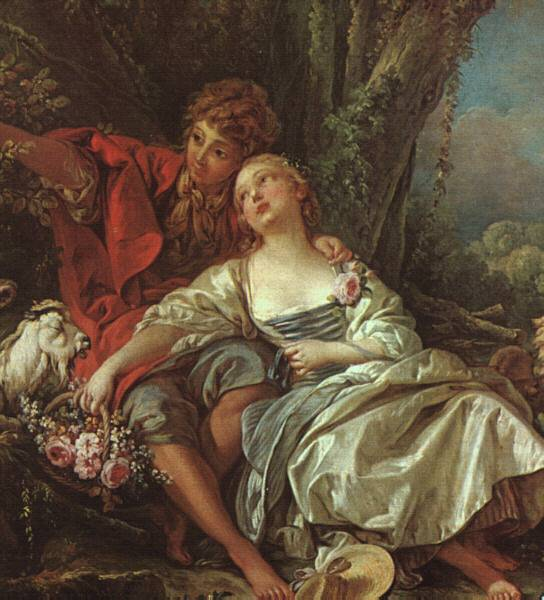
François Boucher (1703–1770): Pastorale

Schäferstündchen (französisch heure du berger) ist ein auf die Bukolische Dichtung bzw. Schäferdichtung des 18. Jahrhunderts zurückgehender Ausdruck für eine intime erotische Begegnung. Das erste Vorkommen des Begriffs Schäferstunde im Deutschen wird auf 1711 datiert, während in der Schäfer- bzw. Hirtendichtung selbst der Ausdruck ab etwa 1740 vorkommt. Die heute übliche Variante Schäferstündchen kam später auf.
In Gemälden wird das Schäferstündchen oft als Idylle in der Form einer Pastorale dargestellt.

„Leierklang aus Paradieses Fernen,
 Harfenschwung aus angenehmern Sternen
 Ras’ ich in mein trunknes Ohr zu ziehn;
 Meine Muse fühlt die Schäferstunde,
 Wenn von deinem wollustheißen Munde
 Silbertöne ungern fliehn.“

## Schiffsname
L’Heure du Berger war auch der Name der französischen Fregatte, deren Besatzung im Jahr 1767 die Insel Tristan da Cunha erkundete.